# Canon Canonflex
Le Canonflex est un appareil photographique reflex mono-objectif (SLR) argentique 35 mm lancé par Canon en mai 1959. Son objectif standard est le Canon Camera Co. Super-Canomatic R 50mm lens f/1.8. L'appareil fut en production pendant un an avant d'être remplacé par le Canonflex R2000, ajoutant un vitesse d'obturation de 1/2000 s.

## Historique
Dans les années 1950, l'industrie photographique japonaise avait tourné son attention vers les appareils reflex 35 mm, qui jusqu'alors avaient été exclusivement fabriqués en Europe, et en particulier à Dresde, en Allemagne. Le premier reflex 35 mm japonais fut le Asahiflex (en). Il fut bientôt suivi par plusieurs fabricants. Le Miranda T (en) fut lancé en 1955. En 1958, Minolta et Topcon (en) suivirent, tandis que Nikon présenta son Nikon F en 1959, à l'époque fournisseur d'appareils télémétriques basés sur le concept de Contax. Canon s'était installé comme fabricant d'appareils télémétriques 35 mm, offrant une large variété de modèles d'appareils et d'objectifs utilisant la monture standard de 39 mm de Leica.

## Le premier appareil reflex Canon
Le Canonflex a été introduit en mai 1959 par Canon de Tokyo au Japon. C'est le premier appareil reflex 35 mm de Canon. Son objectif standard est le Super-Canomatic R 50mm f/1.8, utilisant la première version de la monture d'objectif breech-lock à mise au point manuelle de Canon, la monture R, qui évoluera ensuite vers les montures Canon FL et Canon FD lors des trois décades suivantes. L'objectif Super-Canomatic possède un fonctionnement d'ouverture totalement automatique, utilisant deux connections internes. Les objectifs Canomatic et de la série R  possèdent des diaphragmes semi-automatiques ou manuels. Bien que la monture breech-lock elle-même soit restée inchangée jusqu'à l'introduction des objectifs EF pour les appareils autofocus EOS à la fin des années 1980, les leviers de manoeuvre des objectifs Canomatic ou de la série R fonctionnent différemment de leurs descendants FL et FD.
Le Canonflex a été en partie inspiré par les modèles d'appareils télémétriques de la compagnie. Il dispose d'un levier d'avancement du film sur la base de l'appareil activé par le majeur gauche. Cela permettait un déclenchement rapide mais gênait le montage d'un trépied et rendait l'étui en cuir peu maniable. A l'avant-droit de l'appareil se trouve une large griffe porte-accessoires recevant une cellule au sélénium, qui se couple à la molette des vitesses. L'appareil resta en production pendant un an avant d'être remplacé par le Canonflex R2000, ajoutant la vitesse d'obturation de 1/2000 s et un levier d'avancement activé par le pouce.

## Le Canonflex RP
Le Canonflex RP est une version économique du Canonflex, lancée en septembre 1960. Le P signifie "Populaire". Il est équipé d'un viseur à pentaprisme fixe. Ses autres caractéristiques sont identiques à celles du Canonflex.

## Le Canonflex R2000
Le Canonflex R2000 est la version de luxe du Canonflex, lancée en septembre 1960. Sa vitesse d'obturation maximale est de 1/2000 s. Ses autres caractéristiques sont identiques à celles du Canonflex.